# 阿貓阿狗
《阿貓阿狗》是由大宇資訊於1998年2月15日發行的角色扮演類型電腦遊戲，2024年8月13日發行數位版。遊戲採用卡通风格，玩家扮演主角樂樂，在木桶镇帶領著自己的伙伴们联手对抗各种威胁小镇的势力，解决神秘事件。

## 玩法
玩家扮演著主角樂樂，運用策略，將敵人給擊敗。除了人類以外，動物也會加入其戰局。遊戲最大的特徵，就是「就算有打鬥，也不會有人或動物死，更不會有流血畫面」；另一個特徵，就是戰鬥時不採回合制進行，而是看角色的戰鬥能力攻擊速度，稱為「即時制」。

## 故事
樂樂是木桶鎮的一個鎮民，因為某種原因，離開木桶鎮五年時間後，回到木桶鎮，結果因為一陣不尋常的氣氛給籠罩下，他要找出其中原因。他也要運用能與動物交談的能力，以及本身的戰鬥能力，讓戰鬥較為順暢。

## 遊戲主角

### 主要人物
- 樂樂：本遊戲主角，身穿藍色格子狀外套，極富正義感且樂於幫助他人，使用雨傘和玩具槍做武器是其特徵。另一個特徵是能只用人類的語言，就能與貓、狗、麻雀等各類動物交談。因父母長年在國外工作而自己跑回故鄉「木桶鎮」，與阿康、阿吉共同組成「木桶小隊」協助鎮民處理貓狗問題或一些大小事項。初期率領狗群解決貓亂，後期統領貓狗兩方一同抵禦大都市企業的陰謀，劇情結尾與所有阿貓阿狗和夥伴們一同前往大都市進行救災行動。
- 阿康：樂樂的朋友，擅長跆拳道等武術。與樂樂、阿吉共同建立「木桶小隊」，前期與樂樂一同幫助鎮民處理各項大小事，後期則與紅珊瑚一同行動較為居多，劇情結尾看到真夢親了樂樂臉上一下就想跟紅珊瑚說我也要，被紅珊瑚打了一巴掌痛罵之後拉到一旁不情願的親了下去，然後便與樂樂一同前往大都市進行救災行動。
- 阿吉：樂樂的朋友，擅長科學發明，也能研讀相對論。但對於樂樂能與動物交談的能力羨慕不已。與樂樂和阿康共同建立「木桶小隊」，在遊戲部分，阿吉大多負責開發並擴充PDA多樣特殊「功能」的人物，因此劇情大部分阿吉都居於鬼屋內比較多，劇情結尾留在木桶鎮擔任救災後勤支援並製造救災用機器。
- 約翰：樂樂的叔叔，非常有錢的「大戶」，不太愛說話。雖然外表看起來讓阿康與阿吉感到恐懼，但樂樂說他本人是「面惡心善」。在樂樂回到家鄉後，約翰叔叔已死亡，成為鬼魂，但不願上天國，住處則成為「鬼屋」。後來得知是因為約翰不滿他捐錢多數而建造的路，被鎮長命名為「不是約翰的路」才含恨而終。約翰死後留了一大筆龐大卻無法帶走的財產，本要交給姪子樂樂使用，但朋友阿吉認為小孩子不能一下子擁有太多的財產否則會遭他人起疑。因此木桶小隊拒絕了約翰的好意，決定靠木桶小隊自己的力量開拓財源。與木桶教皇「多福」是多年同窗好友，深知木桶教皇弱點，曾因木桶教皇懼怕音樂盒幫他燒掉鎮上所有音樂盒，在得知樂樂被木桶教皇毆打後將木桶教皇底細全盤供出並告知音樂盒齒輪在多福太太手裡，劇情結尾不再留戀人間而前往天國。
- 真夢：樂樂的朋友，初登場是小天使。心地非常善良，卻非常反對樂樂等人使用暴力處理一切事物，只要得知樂樂等人使用暴力則會鬧脾氣。真夢曾在一場車禍中重傷導致昏迷不醒，加上父母經常吵架造成真夢一直不願意清醒過來的主要原因，之後在樂樂的協助下靈魂回到肉體順利清醒過來，回復肉身後便對樂樂等人協助課業方面好讓樂樂課業進度不落人後，在劇情後期樂樂等人於墓園遭皮果身後的惡魔襲擊逃往教堂時，真夢曾利用禱告短暫恢復天使之身並將其送回，並從神那邊得知位於「蝦格鯉拉」的火山即將爆發之信息，本想與樂樂同行遭到樂樂拒絕之後便偷偷跟著樂樂後面上魔王山卻被壞人纏上，之後樂樂解圍得知後無奈只能帶著真夢一同上山，最終只救出多福夫婦倆並與樂樂等人目睹火山爆發將蝦格鯉拉毀滅的一切。劇情結尾留在木桶鎮目送樂樂等人離開。
- 貓王：可以操控貓群、且總是戴著南瓜面具，其真實身份為現任木桶鎮鎮長，向上一代鎮長叮咚爺學習「馴貓之術」本用來阻止大都市企業的侵略，可惜馴貓之術並不像主角樂樂可以直接跟動物溝通，所以不是每隻貓都完全聽從命令，甚至貓貓們在學到戰術後就找狗狗們開刀算舊帳，無奈的貓王也只能放任牠們胡鬧，劇情中期被黑道綁架，樂樂收到忍者貓的求救訊息後將其救出，之後向樂樂坦白一切並在木桶廣場召集貓狗們宣布放棄貓王身份改由樂樂擔任貓狗兩邊的領袖。跟別名「貓王」的艾維斯·普里斯萊完全沒有關聯，部分動作卻很像麥可·傑克遜。
- 灰灰：樂樂所飼養的麻雀，對樂樂不會感到恐懼。但由於是鳥類，在貓王佔領整個木桶鎮時慘遭貓群欺負甚至還差點成為貓群的餐點。與樂樂成搭檔時，其攻擊名稱為「呼叫灰灰」，劇情後半於鬼屋與另一名麻雀「白白」結婚並產下一兒「飛龍」一女「火鳳凰」，其攻擊名稱為「呼叫麻雀群」。

### 狗狗
- 大米：總是戴著墨鏡的白色蘇格蘭梗犬（英语：Scottish Terrier），很油腔滑調也很容易得罪其他狗。第一次碰到從未見面過的樂樂，因為樂樂有著與生物溝通的能力，驚訝不已，便認樂樂為「老大」並成為跟班。雖是劇情裡第一個加入樂樂的狗狗，但由於多嘴且易得罪他狗的特性，還有不時說話不經大腦、加油添醋的作風，替樂樂帶來不少麻煩，在貓狗事件結束後就沒什麼出場機會。
- 三劍客：三胞胎的小狗，由於出生後被綁在一起，平常都是三隻一起行動，行事作風有原則。
- 土頭：白眉的跟班，其絕招「大爺饒命」沒有傷害效果，因聽信漢堡走路之言跑去攻擊人類結果反被初登場的獅子王修理，被白眉數落一番拋棄後由樂樂收留，貓亂事件後在南瓜管理員通哥的南瓜園裡負責捉老鼠工作。
- 漢堡走路：虎頭犬，貪吃的狗，仗著殭屍和白眉到處做壞，可惜只是欺善怕惡之輩，經由樂樂感化後不再有那些想法。
- 諂媚：殭屍的跟班。
- 圓刷子：殭屍的跟班。
- 肥皮：沙皮狗，殭屍的跟班。
- 殭屍：身上傷痕跳蚤多，會放臭屁，害怕洗澡。初期關主，如果玩家沒有透過指定方式取得特殊道具「阿摩尼亞」與「消毒藥水」組合的「消毒水炸彈」是無法戰勝的。
- 香蕉皮：全鎮中最膽小的狗，講話不時會口吃。雖然膽小但可以戰鬥，絕招「忘記了」沒有傷害效果。
- 黃黃：嬌小的小狗，為地瓜的好朋友，貓狗事件結束後由救世主照顧。
- 地瓜：為狗群中最小的小狗，小到可以放進口袋裡頭，在與貓群地盤奪還計畫裡樂樂與毛姐打的如火如荼時地瓜會出面邀毛姐一同遊玩讓毛姐離開戰鬥，貓狗事件平息後曾跑去咬惡律師皮果卻反被踢傷，之後由阿康和紅珊瑚將其送往蛋糕北路上的獸醫賀門家裡治療後並無大礙。
- 黑武士：樂樂小時的玩伴，當年樂樂離開木桶鎮後因為被貓群欺凌無力抵抗而逃往魔王山，劇情中期樂樂與快刀張三等人前往蝦格鯉拉往魔王山走遭野狼襲擊時黑武士即時出面營救，與樂樂相認後並得知牠現已成為保護魔王山小動物的山大王，有足以和山上猛獸匹敵的能力，在劇情結尾處樂樂遭皮果與玩具師襲擊時由麻雀灰灰通知後下山前來援助，之後便與樂樂等人一同前往大都市進行救災行動。
- 胖哥、瘦哥：戴著紳士帽、相聲二人組，跟香蕉皮一樣極度膽小，但與香蕉皮不同之處是毫無戰鬥能力，貓狗事件結束後也沒什麼出場機會。
- 摩西、花生：二人組，摩西為狗中智者，擅長尋物，花生為其跟班，貓王綁架事件中由獵師推薦幫助樂樂尋找貓王下落。
- 白眉：哈士奇，不滿獵師領導，一度想要帶領狗群離開木桶小鎮，初期對樂樂說人類太弱小才需要狗保護，後期則受樂樂所託回歸並了解自己當時的行為有多麼愚蠢。
- 獵師：為狗群之首，滿等下數值小贏黑武士，初期得知樂樂的事蹟後邀請樂樂一同前往參與地盤奪回計畫，貓亂平息後宣佈退出狗王身份並交棒給樂樂，之後常駐於約翰的路上守衛，劇情結尾一同加入救災行動。
- 鋼毛：自尊心很強，喜好單打獨鬥，厭惡受到戰鬥援助，貓狗戰爭結束後受大咪和二咪崇拜經常走在一塊。
- 迅猛龍：能夠站立行走、噴火，敏捷相當高，對話內容為亂碼連懂動物語言的樂樂也無法解讀。
- 毛姐：阿富汗獵犬，生性愛玩，除了玩對其他事情則漠不關心，其樂天程度連獵師都頭疼不已，劇情結尾沒有與樂樂一同參加救災行動。
- 走狗：跟隨於警官天狼星的警犬。
- 閃電：快刀張三的座騎。
- 銀狐：初期貓亂事件時未登場，貓亂事件結束後回到木桶鎮。原因於當時貓群侵略而逃往魔王山，在山上差一點被野狼襲擊時由黑武士所救，此事件過後愛上了黑武士，自己也說除了黑武士對其他的公狗完全沒有興趣，也看出樂樂喜歡真夢並鼓勵他勇於表白，劇情結尾追隨黑武士一同參加救災行動。

### 貓貓
- 一咪：貓貓裡最漂亮的貓，樂樂劇情初第一個戰鬥的貓，貓狗事件結束後崇拜鋼毛經常與鋼毛一同行動。
- 二咪：貓貓裡最漂亮的貓，也是樂樂劇情初第一個戰鬥的貓，貓狗事件結束後崇拜鋼毛經常與鋼毛一同行動。
- 什錦毛：貓群中唯一擁有回血技的貓，初期為敵人，貓王綁架事件時若樂樂往圓圈路走時什錦毛會在路口告知忍者貓有大事要找樂樂並在這是橋等他，貓狗事件結束後大部分都在教堂外或魔王路上。
- 竹竿：
- 劊子手：貓貓裡頭的殺手，貓貓界裡有名的虐待狂。
- 忍者貓：初期為敵人，貓王綁架事件時於這是橋向樂樂和狗群請求協助，為劇情中第一個加入組隊的貓。
- 影子：黑貓，神出鬼沒，貓貓界的暗殺部隊，由於全身都很黑所以很擅長潛入他人影子裡。
- 救世主：批著紅色披風的超能貓。
- 三腳貓：初期為敵人，貓狗事件之後在派出所行動的貓，出生下來就只有三條腿。
- 阿美三世、雪花：關係似乎是情侶。雪花對樂樂的評價非常高。
- 玻璃：一隻愛漂亮的貓
- 夜貓子：一隻白天大多都在睡覺的貓。
- 虎貓：
- 豹貓：初期為敵人，喜愛死纏爛打，貓狗事件平息後與黃金戰艦一同在派出所駐守。
- 木桶之虎：初期為敵人，貓狗事件結束後駐守於木桶廣場，興趣是咬人。
- 黃金戰艦：貓群中的老大，是一隻金黃色的大肥貓，初期率領貓群欺負麻雀灰灰被剛回木桶鎮的樂樂撞見，之後輸給率領狗群奪回地盤的樂樂等人，貓狗事件平息後曾幫助派出所趕走黑幫救出被關在牢裡的肥客與山楂因而將派出所當成自己的「城堡」並常駐於此，劇情結尾被山楂警官「抬著」一同前往大都市進行救災行動。
- 長老貓：前木桶鎮長老叮咚爺身邊的老貓，可以說是所有貓族裡最年長的一隻，根據什錦毛表示長老貓是上一代的貓老大。
- 搖滾貓：流浪藝人米糕身邊的貓，身上背有一把吉他，初期在蝦格鯉拉與米糕賣藝遭到惡律師皮果的羞辱，之後米糕遭皮果綁架在大企業辦事處門前哭泣被樂樂發現後與樂樂一同前往營救，救出後便和米糕一同暫住於約翰的家裡，也曾經參與樂樂的不毛島金字塔冒險，劇情結尾與主人米糕一同跟隨樂樂進行救災行動。

### 其他人物
- 鎮長：木桶小鎮鎮長。大都市企業總裁的女婿、紅珊瑚之父，同時也是「貓王」的真實身份。受不了大都市的自私作風而向上一代鎮長「叮咚爺」學習「馴貓之術」想要利用木桶小鎮的貓群阻止大都市的計畫，可惜貓群不受控制反而弄的地方民怨四起，貓群事件結束後遭到獅子王綁架至魔王路而被樂樂和閃腰俠救出，之後回到老爺路的鎮長辦公室向樂樂坦白一切並將貓狗大事託付於樂樂，貓狗事件平息後便與樂樂一同抵抗大都市企業的陰謀。
- 紅珊瑚：鎮長的獨生女，愛哭，動不動就鬧脾氣耍任性，初登場時對樂樂等人有強烈的敵意，之後與「刀疤老大」之戰後與鎮長重逢，再與樂樂等人相處後有所改善，劇情後半大多都與阿康一同行動比較多。
- 神父：木桶鎮教堂和醫院的管理者，擁有治療的能力，也教過樂樂「神聖治療術」，通常在路上遇到他與他對話後就會得到治療，有鎮民提過神父年輕時曾經與叮咚爺在鎮上鬥過法並勝利的傳聞，劇情結尾一同參與大都市救災行動。
- 叮咚爺：住在木桶小學圖書館密室，能夠操控貓，為前任鎮長，樂樂遭惡魔襲擊時曾給過樂樂「幽靈貓」助他一臂之力，曾有鎮民提到很久以前叮咚爺與年輕的神父在鎮上鬥過法，最後叮咚爺戰敗而隱居於圖書館裡。
- 多福：學校老師，人稱「木桶教皇」，性格古怪且偏執，認為「打的教育」才有用，視樂樂三人為壞小孩，其弱點是音樂盒。與樂樂的叔叔「約翰」為多年同窗的好友，因行事風格太過火，捕狗事件過後被鎮長當場解雇而失去教師資格，之後在教堂懺悔並與老婆搬回蝦格鯉拉，劇情後期蝦格鯉拉火山即將爆發樂樂前往通知時一開始對樂樂等人解釋不予理會，而多福太太寧可信其有硬是以陪她散步為由把他拉了出來，之後在魔王山與樂樂等人親眼目睹了火山爆發的一切，劇情結尾留在木桶鎮協助阿吉進行救災行動的後勤支援。
- 米糕：初登場於蝦格鯉拉，是一名街頭賣藝的流浪藝人，身邊帶著他的夥伴「搖滾貓」，因不滿惡律師皮果的惡意批評而用吉他將其敲飛，隨後跟隨樂樂一同前往木桶鎮，原本樂樂有邀請米糕到約翰家暫居一陣，米糕一聽到「鬼屋」兩字便嚇得急忙拒絕，之後慘遭皮果報復叫保鑣給架進辦事處裡，樂樂收到搖滾貓的求救訊息便被樂樂等人救出，之後以大都市企業比鬼還可怕的理由暫住於約翰家中，劇情結尾與搖滾貓一同前往大都市進行救災行動。
- 皮果：律師，名言是「法律是用來保護懂法律的人」。曾為約翰的摯友，也曾經寫明信片給約翰，但因約翰死亡而無法閱讀。初登場蝦格鯉拉，因不滿流浪藝人「米糕」的音樂嚴重騷擾到他就出言惡意批評而被米糕用吉他敲飛，之後為了報復將米糕綁架關進辦事處內，隨後四處強迫鎮民賣土地，阿康與紅珊瑚跟蹤他至祈禱路被他發現後揚言用法律讓阿康雙親入獄而被天狼星撞見並告知觸犯恐嚇罪名欲逮捕，皮果不從一路逃到教堂後方的地下墓穴才被逮捕，劇情後半玩具師來劫獄救出後欲私捲政府公款潛逃到國外，被樂樂等人阻止後最終死於玩具師發明的自爆裝置下葬身海底。
- 玩具師：大都市派來的邪惡玩具師，喜歡做出有破壞能力的玩具，例如刀疤老大，清潔車，與皮果一樣為故事最終關主，跟樂樂也有好幾次的正面衝突，劇情結尾與皮果一同自爆並葬身海底。
- 天狼星：來自大都市的警察，非常具有正義感，不相信鬼神之說等之類的迷信，初登場時為了逮捕獅子王曾與樂樂有過衝突，但在獅子王出面自首後並道出皮果的惡行而將逮捕目標轉至皮果身上，曾經追捕皮果於地下墓穴遭到皮果身後的惡魔攻擊而昏迷，清醒後聲稱自己胃潰瘍發作而不相信惡魔之說法，蝦格鯉拉火山爆發時查出皮果將政府的公款私自取走並想逃到國外與樂樂一同前往阻止，最終目睹玩具師與皮果自爆並葬身海底，劇情結尾一同參與救災行動。
- 獅子王：黑道人士，外表肥胖，行動需要柺杖，且有落腮鬍。一開始受「大都市企業」所托前來破壞木桶鎮的安寧，後來從手下肉丸口中得知了「大都市企業」的陰謀遭到出賣而選擇棄暗投明並幫助木桶小隊一同阻止皮果的計劃，劇情結尾與手下們一同前往大都市進行救災行動。
- 棍子：黑道人士，獅子王手下之一，外表有如棍子般高瘦。
- 阿傻：黑道人士，獅子王手下之一，沒什麼台詞戲份。
- 肉丸：黑道人士，獅子王手下之一，外表圓滾肥胖，但是本性並不壞，曾因吃霸王餐被肥客逮捕關進監獄，之後獅子王出面將其帶回，而後在木桶廣場聽到皮果的演說內容得知自己遭到出賣連忙回去通知獅子王，之後與棍子和阿傻一同找皮果理論卻反被抓進辦事處，其後由樂樂帶領獅子王救出後一同暫住約翰之家，劇情結尾與眾人一同參與救災行動。
- 閃腰俠：退休的公務員，為了要維護正義便角色扮演成漫畫裡超人的樣子，曾被肥客無理由抓入監獄，之後參與鎮長綁架事件並與樂樂一同奮戰，劇情結尾參與大都市救災行動。
- 快刀張三：鎮上的理髮師，擅長理光頭。因為喜歡西部牛仔片而騎著愛犬「閃電」出門，曾被捕狗隊與閃電一同抓入捕狗車內，不久後因騎著狗而被肥客捕入監牢，也曾帶領樂樂走魔王山前往蝦格鯉拉，劇情結尾一同前往參與救災行動。
- 湯米：擁有偵探和怪盜兩個身份，肥客對他很頭痛，平時偵探時就查一些事件的蛛絲馬跡，變身為怪盜則可以解開任何鎖住的門。
- 山楂：警察局警員，個性溫和善良，當木桶教皇毆打樂樂時曾出面調停，之後被獅子王佔領派出所被關入監獄幸虧黃金戰艦出手解救，劇情結尾抬著黃金戰艦一同前往參與救災行動。
- 肥客：戴著廚師帽的警察局局長，個性與山楂成對比容易動怒，動不動就看因為他人怪異而隨意逮捕入獄，而唯一做對的事就是逮捕想吃霸王餐的肉丸，也曾被獅子王關入監獄之後被救出時欲找獅子王等人算帳反被打趴在地並一腳踢飛，劇情結尾與樂樂一同參與救災行動。
- DOMO製作群：位於小鎮的電影院裏，能提供樂樂強大的絕招。

## 開發
擔任遊戲企劃的鮑弘修原本提出想製作回合制戰略遊戲，最後考量到開發遊戲時可能會遇到困難而改變成角色扮演類型，遊戲中的貓狗元素則是由於看到路上的流浪狗而受到啟發。